# Arthroleptis francei
Arthroleptis francei  (лат.) — вид бесхвостых земноводных (лягушек) семейства Пискуний. Является эндемиком Малави; обитает в тропических и субтропических низменных лесах этой страны. Впервые описан в 1953 году. Находится под угрозой исчезновения.